# Ґайовський Прокіп-Петро
Ґайовський Прокіп-Петро (17 липня 1892, містечко Озеряни, нині село Борщівського району Тернопільської області, Україна — 21 листопада 1974, Канада) — український громадський діяч, педагог.
У 1925 році емігрував до Канади. Був учитилем навчальних закладів «Рідної школи» Вінніпега, співредактором газети «Канадійський Фармер» (1947—1953).
Займав посаду секретаря Українського народного дому (1943) і Канадсько-українського інституту «Просвіта» (1934—1940). Був також діяльний в інших організаціях.